# Capcom Baseball
Capcom Baseball (カプコンベースボール, Capcom Baseball: Suketto Gaijin Oo-Abare, Capcom Baseball: The Big Attack of the Foreign Supporter) est un jeu vidéo de baseball, développé et commercialisé par Capcom en octobre 1989 sur système d'arcade Mitchell,.